# Szabadtéri csillapítás

Szabadtéri csillapítás

A szabadtéri csillapítás a szabad térben (vagyis vákuumban, reflexiótól és árnyékolástól mentes környezetben), két, adott távolságra lévő izotróp antenna között fellépő csillapítás. Jele AV. Értéke függ a hullámhossztól és az antennák közti távolságtól. A vevőantenna által vett teljesítmény és az adóantennába betáplált teljesítmény közti arányt adja meg. A könnyebb kezelhetőség érdekében ezt az arányszámot át szokták számolni dB-re.

## Számítása
{\displaystyle A_{V}={\biggl (}{\frac {4\pi R}{\lambda }}{\biggr )}^{2}}
Ha a teljesítményviszonyt decibelben fejezünk ki:
{\displaystyle A_{V}=10\log _{10}{\biggl (}{\frac {4\pi R}{\lambda }}{\biggr )}^{2}}
Sokkal praktikusabb feszültségarányban számolni, hiszen a vevőkészülékek érzékenységét is feszültségben, általában μV-ban adják meg. Ilyenkor a vevőantenna talppontján és az adóantenna talppontján mért feszültség arányát kapjuk.
{\displaystyle A_{V}=20\log _{10}{\biggl (}{\frac {4\pi R}{\lambda }}{\biggr )}^{2}}
- R - az adóantenna és a vevőantenna közti távolság
- λ - az antennák üzemi hullámhossza